# Ex ungue leonem

Алкей и Сапфо. Краснофигурная вазопись, ок. 480 г. до н. э. Antikensammlungen (Мюнхен)

Ex ungue leonem (с лат. — «по когтю льва»), ex ungue leonem (pingere) (с лат. — «по когтю изображать льва») — крылатое латинское выражение, означающее, что по малому можно создать представление о целом, изобразить его («нарисовать льва, начав этот рисунок с его когтя»). Чаще всего употребляется в переносном значении: выдающегося человека, мастера можно узнать по результатам его деятельности: творения «говорят» за него, показывают его талант, искусность.

## История
Поговорка известна с античных времён, где применялась в значении «дорисовать, воссоздать льва по одной детали». Происхождение фразеологизма связывают с древнегреческим поэтом Алкеем (626/620 — после 580 до н. э.). Об этом известно из диалога Плутарха (ок. 45 — ок. 127) «Об угасании оракулов» (Περί των εκλελοιπότων χρηστηρίων; 3): «Присутствующих это удивило, Деметрий [из Тарса] же сказал, что смехотворно вот так великое ловить из мелочей — даже не то, что рисовать, как у Алкея, „из когтя льва“, но небо и весь мир пытаться опрокинуть какою-то фитильной лампой, а математику сводить на нет». Встречается выражение у поэта Софрона Сиракузского (V в. до н. э.). По сообщению Лукиана из Самосаты (диалог «Гермотим, или О выборе философии»; 54) выражение связывают с древнегреческим скульптором Фидием (500 до н. э.). «Рассказывают же, что один ваятель, Фидий, кажется, увидав только коготь льва, рассчитал по нему, каков должен быть весь лев, восстановленный соразмерно с когтем». Предполагается, что уже в древнеримскую эпоху поговорка приобрела современное значение: «по когтям» (одному какому-либо проявлению) можно составить представление о человеке в целом, увидеть чью-либо «руку» (талант, ум). Историк, культуролог Константин Душенко предположил, что в латинской форме поговорка, скорее всего, возникла в Новое время. Лингвист Светлана Шулежкова отнесла поговорку к группе авторских афоризмов, которые в результате частого употребления потеряли прямую связь с источником происхождения и в итоге стали безымянными фразеологическими единицами («глас народа — глас Божий», «отогреть змею за пазухой», «волка в пастухи поставить», «гора родила мышь», «одна ласточка не делает весны», «если хочешь мира, готовься к войне»).
Кроме латинской формы, выражение цитируется на различных языках. В Греции закрепилось несколько производных: «по ноге узнаём Геркулеса» (в положительном значении) и «по ушам узнают осла» (неодобрительно). Считается, что в русской культуре поговорка впервые применена церковным деятелем и писателем Димитрием Ростовским (1651—1709) в сочинении «От ногтий познаётся лев». В русском языке в качестве синонимичного выражения можно назвать «видно сокола по полёту», «видна птица по полёту». Фразеологизм обыграл в своей эпиграмме «Ex ungue leonem» («Недавно я стихами как-то свистнул…») писатель Александр Пушкин: «Но что ж? Ни мне, ни площадному шуту / Не удалось прикрыть своих проказ: / Он по когтям узнал меня в минуту, / Я по ушам узнал его как раз». Отсылка к этим стихам Пушкина содержится в заключительном абзаце статьи Владимира Ленина «Заграничные группки и русские ликвидаторы»: «Напрасная надежда! Русские с.-д. рабочие настолько уже созрели, что сами будут, по большинству, решать судьбы своей организации, с презрением отметая интриги заграничных группок. В немецкой с.-д. печати очень часто пишут члены таких группок с точки зрения этих группок, но узнать „по ушам“ подобную публику совсем не трудно» («За Правду» № 46 от 28 ноября 1913 года). Поэт Борис Пастернак применил поговорку в форме «По когтям узнаю тебя, львица» (стихотворение «Я их мог позабыть? Про родню…»; 1921).